# Ebrar Karakurt
Ebrar Karakurt (Balıkesir, 17 gennaio 2000) è una pallavolista turca, opposto della Lokomotiv Kaliningrad.

## Carriera

### Club
Ebrar Karakurt inizia a giocare a pallavolo con il Balıkesir DSİ e all'età di dodici anni entra a far parte del settore giovanile Bursa BB, permanendovi per due stagioni dal 2012 al 2014, venendo promossa in prima squadra ed esordendo in Voleybol 1. Ligi nella stagione 2014-15.
In seguito si accasa per due annate nelle giovanili del VakıfBank: promossa in prima squadra nel campionato 2017-18, nel quale gioca anche in divisione cadetta con l'İstanbul Bahçelievler grazie a una doppia licenza, conquista due scudetti, la Champions League 2017-18 e il campionato mondiale per club 2018.
Nel campionato 2020-21 viene ceduta in prestito al Türk Hava Yolları, sempre nella massima divisione turca, mentre nel campionato seguente gioca per la prima volta all'estero, trasferendosi in Italia, ingaggiata dall'AGIL, in Serie A1. Dopo un biennio in Piemonte, nella stagione 2023-24 approda alla Lokomotiv Kaliningrad, nella Superliga russa con cui nella stagione 2024-25 conquista scudetto e coppa nazionale.

### Nazionale
Con la nazionale turca under 18 disputa il campionato mondiale 2017 terminando al quarto posto e ricevendo il premio individuale come migliore schiacciatrice; lo stesso anno con l'under 23 conquista la medaglia d'oro al campionato mondiale di categoria.
Nel 2018 debutta con la nazionale maggiore, guadagnando la medaglia d'argento nella Volleyball Nations League, torneo nel quale viene premiata come miglior opposto nell'edizione successiva. Vince, nel 2019, la medaglia d'argento al campionato europeo, mentre, nel 2021, la medaglia di bronzo alla Volleyball Nations League e al campionato europeo. Nel 2023 conquista la medaglia d'oro alla Volleyball Nations League, al campionato europeo, dove è premiata come miglior schiacciatrice, e alla Coppa del Mondo.

## Palmarès

### Club
- Campionato turco: 2

2017-18, 2018-19
- Campionato russo: 1

2024-25
- Coppa di Russia: 1

2025
- Campionato mondiale per club: 1

2018
- CEV Champions League: 1

2017-18

### Nazionale (competizioni minori)
- Campionato mondiale under 23 2017
- Montreux Volley Masters 2018

### Premi individuali
- 2017 - Campionato mondiale under 18: Miglior schiacciatrice
- 2019 - Volleyball Nations League: Miglior opposto
- 2023 - Campionato europeo: Miglior schiacciatrice